# Shunkun Tani
Shunkun Tani (japanisch 谷 俊勲 Tani Shunkun; * 11. August 1993 in der Präfektur Tokio) ist ein japanisch-taiwanesischer Fußballspieler.

## Karriere
Tani erlernte das Fußballspielen in der Jugendmannschaft von FC Tokyo und der Universitätsmannschaft der Nihon-Universität. Seinen ersten Vertrag unterschrieb er 2016 bei Albirex Niigata (Singapur). Der Verein, ein Ableger des japanischen Zweitligisten Albirex Niigata, spielte in der ersten singapurischen Liga, der Singapore Premier League. 2017 wechselte er zu Estudiantes de Murcia CF. 2018 wechselte er zu Briobecca Urayasu. Für den Verein absolvierte er sechs Ligaspiele. 2019 wechselte er zum Drittligisten YSCC Yokohama. Im August 2019 wurde er an den Taichung Futuro FC ausgeliehen. 2020 kehrte er zu YSCC Yokohama zurück. Für YSCC bestritt er insgesamt fünf Ligaspiele. Zu Beginn der Saison 2023 nahm ihn der Drittligist Azul Claro Numazu unter Vertrag, dieser verlieh ihn jedoch im Februar 2024 ohne ein Pflichtspiel absolviert zu haben weiter an Vikings PlayOne in die Taiwan Second Division Football League.